# Macrozamia elegans
Macrozamia elegans là một loài thực vật hạt trần trong họ Zamiaceae. Loài này được K.D.Hill & D.L.Jones mô tả khoa học đầu tiên năm 1998.